# Forty-Fours
Les Forty-Fours sont un groupe d'ïles des appartenant à l'archipel des Îles Chatham, en Nouvelle-Zélande dans l'océan Pacifique Sud. Elles se situent environ 50 kilomètres à l'est de l'Île Chatham. Elles sont nommées Motchuhar en Moriori et Motuhara en Māori.
Les îles sont identifiées comme Zone importante pour la conservation des oiseaux par l'ONG BirdLife International car c'est la zone de reproduction de l'Albatros de Buller et de l'Albatros de Sanford. C'est aussi le cas du Prion à bec épais.

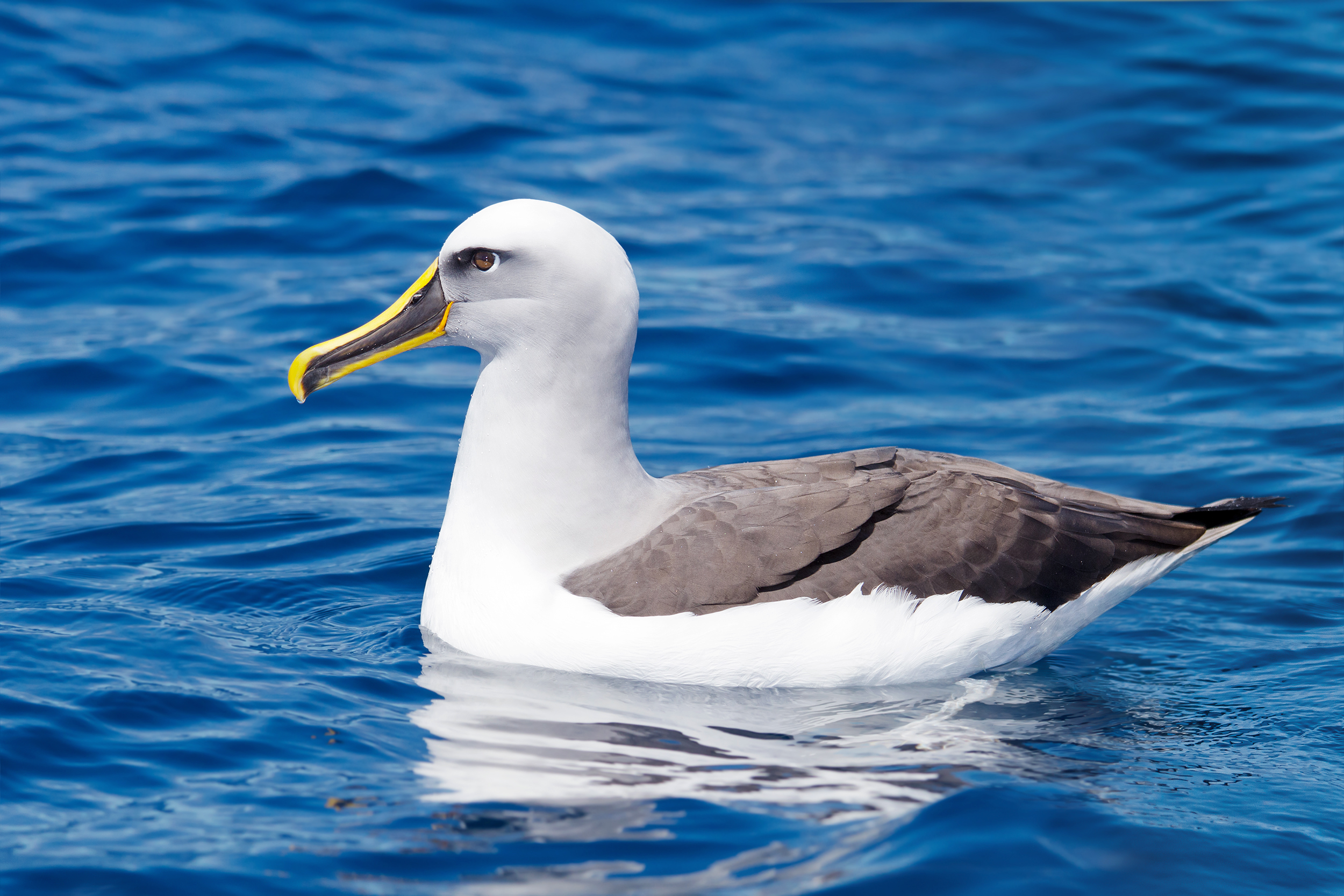
Albatros de Buller
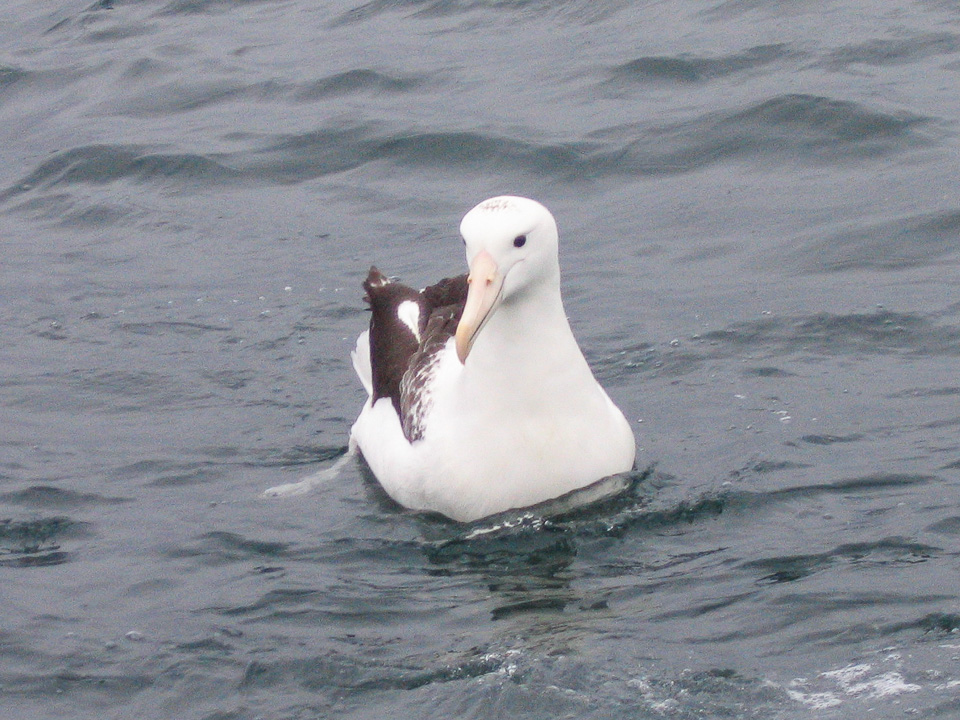
Albatros de Sanford
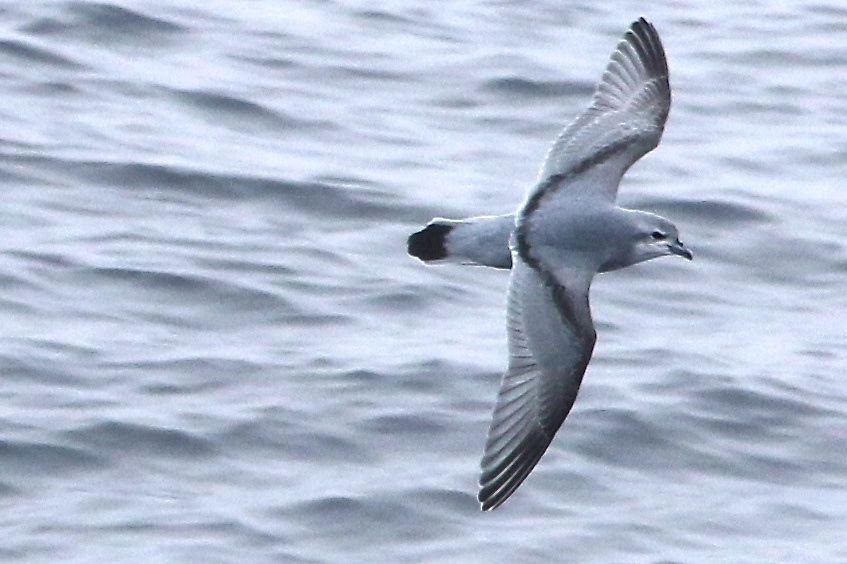
Prion à bec épais